# (27974) Drejsl
(27974) Drejsl est un astéroïde de la ceinture principale.

## Description
(27974) Drejsl est un astéroïde de la ceinture principale. Il fut découvert le 19 octobre 1997 à l'Observatoire d'Ondřejov par Lenka Šarounová. Il présente une orbite caractérisée par un demi-grand axe de 2,63 UA, une excentricité de 0,12 et une inclinaison de 14,3° par rapport à l'écliptique.
Cet astéroïde est nommé en l'honneur du compositeur tchécoslovaque Radim Drejsl (1923-1953).

## Compléments